# Existiu Outra Humanidade
Existiu Outra Humanidade é um livro de J. J. Benítez
Nele é revelado a história das Pedras de Ica por seu descobridor, o Dr. Javier Cabrera Darquea.  Essa coleção descreve seres (humanóides) executando procedimentos médicos como transplantes de órgãos, anestesias e vários tipos de cirurgias. Além de conhecimentos em astronomia, geografia (pangéia, arranjo dos continentes, "continentes perdidos"), viagens através do espaço e atividades misteriosamente cotidianas como homens antigos convivendo com dinossauros.
Apesar da ciência moderna questionar a verificabilidade da fonte (Pedras de Ica) alegando que estas teriam origem em fraude criada pelos camponeses da região, e aí é que esta o mistério, nem tão pouco os camponeses teriam conhecimento suficiente para descrever o que está grifado nas pedras, nem tão pouco haveria possibilidade de o fazerem na escala em que foram descobertas. Na época da edição do livro, o professor Javier Cabrera Darquea já contava com uma coleção de cerca de 11.000 pedras catalogadas.